# Lista okrętów United States Navy, Q
W tej sekcji listy okrętów United States Navy wymienione są nazwy wszystkich okrętów United States Navy, których nazwa zaczyna się od Q.
Aby zobaczyć wyłącznie listę okrętów obecnie pozostających w służbie — patrz Lista obecnie służących okrętów United States Navy
W przypadku okrętów, których nazwa została użyta jednokrotnie, link USS "Nazwa_okrętu" kieruje do artykułu o konkretnym okręcie. Jeżeli nazwy użyto kilkakrotnie, link USS "Nazwa_okrętu" kieruje do strony ujednoznaczniającej z krótkimi opisami poszczególnych okrętów, natomiast linki następujące po nazwie kierują do tych okrętów bezpośrednio.

## Q
- USS "Quail" (AM-15, AM-377)
- USS "Quaker City" (1854)
- USS "Quapaw" (AT-110)
- USS "Quartz" (IX-150)
- USS "Quastinet" (AOG-39)
- USS "Queen" (1863)
- USS "Queen Charlotte" (1813)
- USS "Queen City" (1863)
- USS "Queen of France" (1777)
- USS "Queen of the West" (1854)
- USS "Queenfish" (SS-393, SSN-651)
- USS "Queens" (APA-103)
- USS "Quest" (SP-171, AM-281)
- USS "Quevilly" (1918)
- USS "Qui Vive" (SP-1004)
- USS "Quick" (DD-490)
- USS "Quicksilver" (SP-281)
- USS "Quileute" (YTB-540)
- USS "Quillback" (SS-424)
- USS "Quincy" (AK-21, CA-39, CA-71)
- USS "Quinnapin" (YT-286)
- USS "Quinnebaug" (1866, 1875, SP-1687, SP-2478, AOG-71)
- USS "Quinsigamond" (1864)
- USS "Quirinus" (ARL-39)
- USS "Quiros" (PG-40, IX-140)
- USS "Quonset" (YFB-40)